# 水金杖属
水金杖属（学名：Orontium），别名金棒芋属和奥昂蒂属，是天南星科的一个属，是种开花植物。该属中唯一的现存物种是水金杖（Orontium aquaticum），而另外两个被描述的物种，Orontium mackii和Orontium wolfei，是从化石中得知的。
O. mackii是地质学上最古老的已描述物种，该物种的化石是在新墨西哥州麦克雷组的何塞溪（Jose Creek）成员中发现的。该地层可追溯到晚白垩世，可能是马斯特里赫特阶。该物种以在叶子中具有更简单的叶脉结构而闻名，比O. wolfei或水金杖都要简单。物种发现于两个保护良好的火山灰沉积物露头，在其上形成了长期的积水环境。而第三个露头是排水良好的漫滩，没有积水迹象。这表明O. mackii可能不是专性水生植物。
第二个化石物种O. wolfei产自华盛顿州北部和不列颠哥伦比亚省中南部的早至中始新世早期岩石。与O. mackii生活的亚热带环境相反，O. wolfei生活在更寒冷的高地环境中，其温度与水金杖范围北端相似。O. wolfei似乎栖息在该地区的沼泽地区和高地湖泊的边缘地区。O. wolfei的叶子显示出比O. mackii更复杂的叶脉结构，并具有类似于水金杖的带状叶尖。
现存的水金杖（O. aquaticum）是北美东部特有的，并且被发现生长在池塘、溪流和浅湖中。它喜欢酸性环境。它的叶子是尖的和椭圆形的，具有防水表面。它的花序最引人注目的是在肉穗花序周围有一个非常小的几乎无法区分的鞘。在开花的早期，这个绿色的鞘就枯萎了，只留下穗花序。开花发生在春天。美洲原住民曾经将种子和根茎晒干并磨成淀粉状物质来食用。

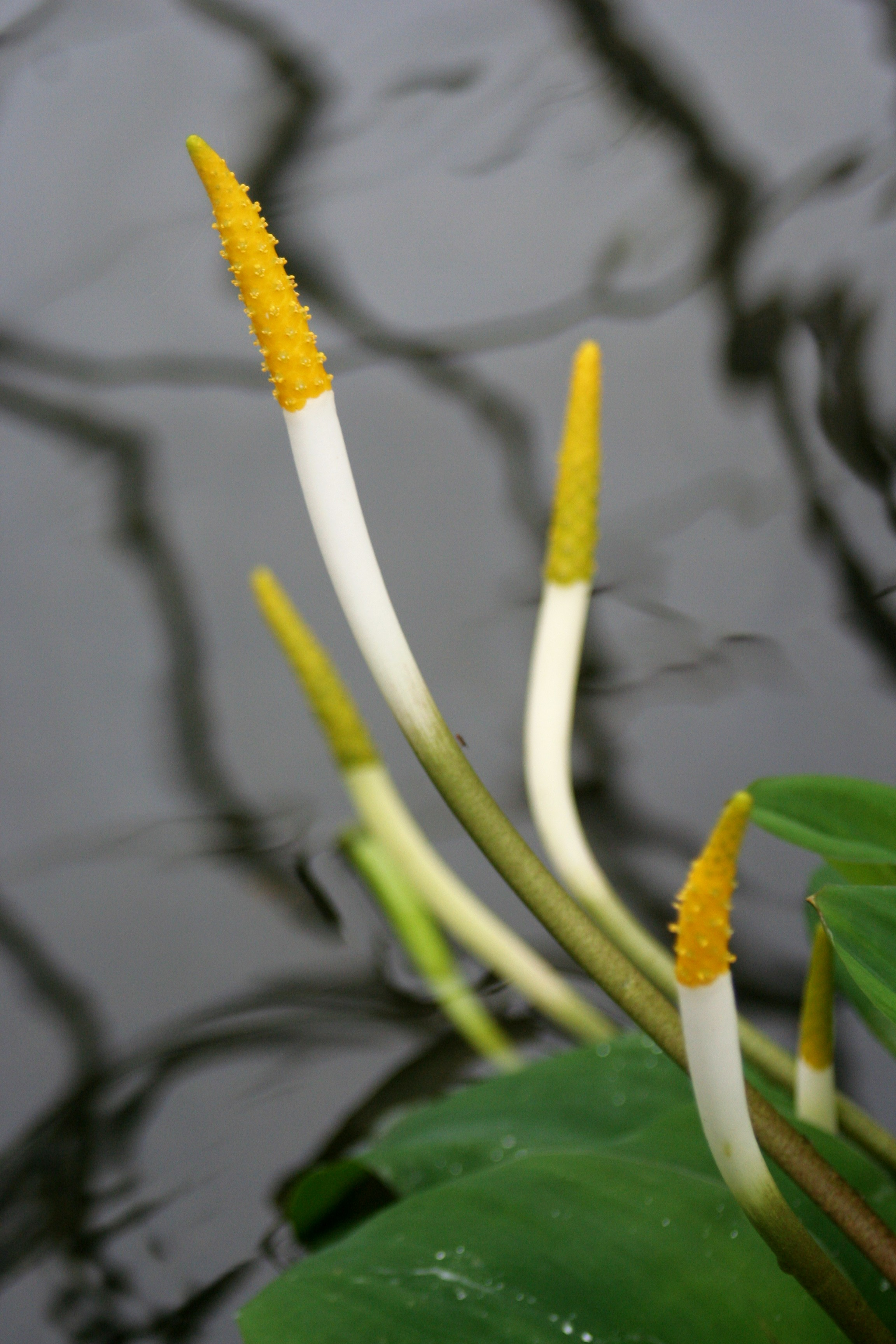
水金杖
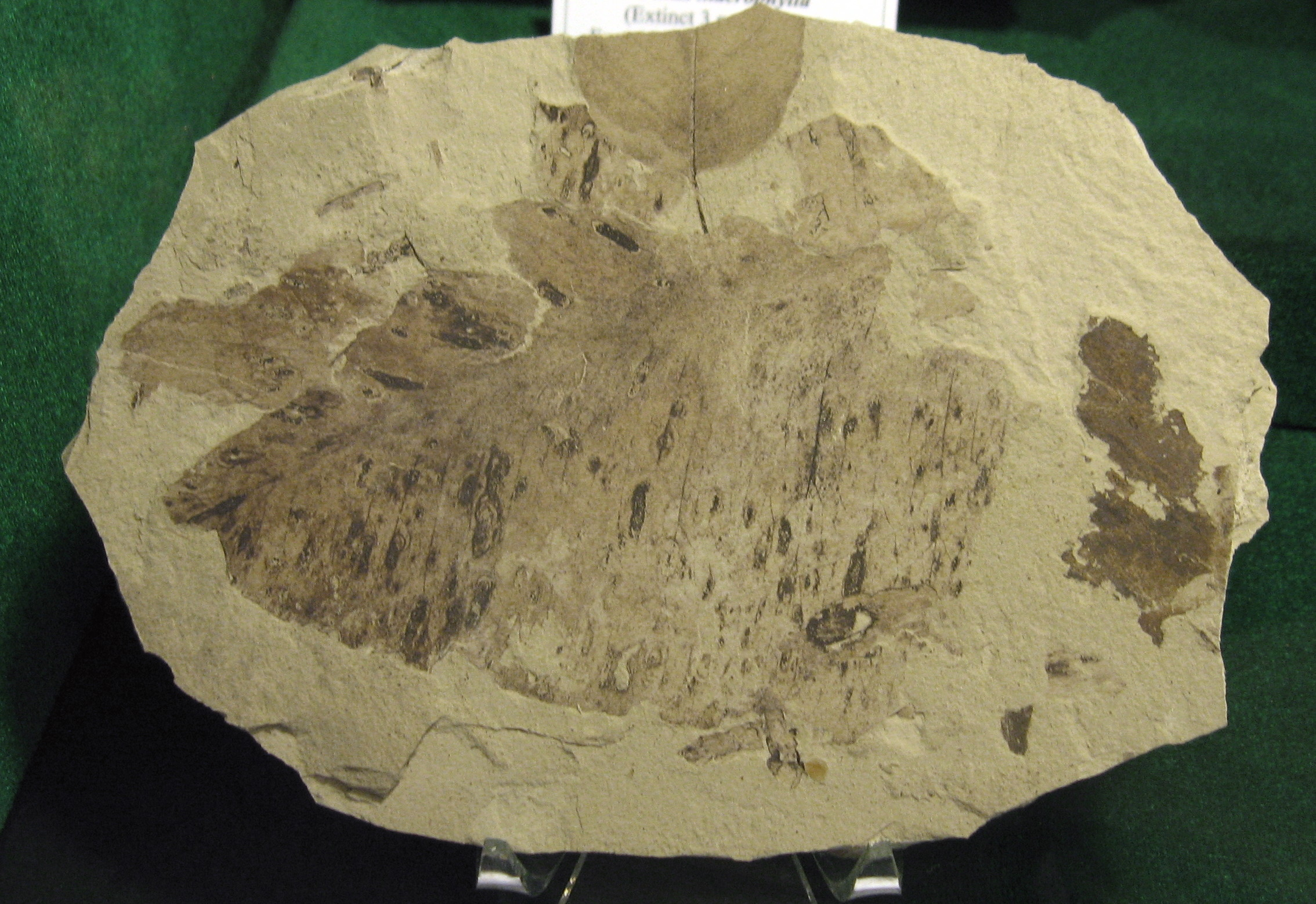
Orontium wolfei